# HMS Acavus (1943)
De HMS Acavus was een omgebouwd Brits koopvaardijschip dat deel uitmaakte van de Britse Royal Navy tijdens de Tweede Wereldoorlog. Toen de oorlog uitbrak, werd de Acavus omgebouwd tot een transportschip voor vliegtuigen. In november 1943 zou het schip haar eerste bevelen hebben ontvangen. Gedurende de rest van de oorlog diende de Acavus in de noordelijke Atlantische Oceaan. Na het einde van de oorlog werd het schip terug omgebouwd tot koopvaardijschip en kreeg het in 1952 de naam Iacara. In 1963 werd de oude HMS Acavus ontmanteld in La Seine.